# Anthoptina
De Anthoptina zijn een subtribus van vlinders van de familie dikkopjes (Hesperiidae).

## Geslachten
- Anthoptus Bell, 1942
- Corticea Evans, 1955
- Falga Mabille, 1898
- Mnaseas Godman, 1901
- Propapias Mielke, 1992
- Synapte Mabille, 1904
- Wahydra Steinhauser, 1991
- Zalomes Bell, 1947